# Jaclyn Narracott
Jaclyn Narracott (Brisbane, 5 november 1990) is een Australisch skeletonster.

## Carrière
Narracott maakte haar wereldbeker-debuut in het seizoen 2014/15, waarin ze 23e werd, de jaren die volgden bleef ze actief op het hoogste niveau met als beste resultaat een 15e plaats. Op de wereldkampioenschappen doet ze mee sinds 2015 enkel die van 2019 sloeg ze over, haar beste resultaat is een 16e plaats in 2015. In het seizoen 2021/22 wist ze in Sankt Moritz op de laatste wereldbekerwedstrijd haar eerste wereldbekerwedstrijd te winnen.
Narracott nam in 2018 deel aan de Olympische Winterspelen waar ze een 16e plaats bereikte. Ze zette haar goede resultaat van het seizoen 2021/22 voort op de Olympische Winterspelen waar ze zilver wist te veroveren.

## Resultaten

### Olympische Spelen
| Jaar | Plaats      | Resultaat |
| ---- | ----------- | --------- |
| 2018 | Pyeongchang | 16e       |
| 2022 | Peking      | Zilver    |

### Wereldkampioenschappen
| Jaar | Plaats       | Resultaat                        |
| ---- | ------------ | -------------------------------- |
| 2015 | Winterberg   | 16e Individueel                  |
| 2016 | Igls         | 17e Individueel                  |
| 2017 | Königssee    | 17e Individueel                  |
| 2020 | Altenberg    | 27e Individueel                  |
| 2023 | Sankt Moritz | 11e Individueel 15e Gemengd team |

### Wereldbeker
Eindklasseringen
| Seizoen   | Rang |
| --------- | ---- |
| 2014/2015 | 23e  |
| 2015/2016 | 15e  |
| 2016/2017 | 18e  |
| 2017/2018 | 18e  |
| 2018/2019 | 21e  |
| 2019/2020 | 17e  |
| 2020/2021 | 28e  |
| 2021/2022 | 17e  |
| 2022/2023 | 19e  |

Wereldbekerzeges
| Datum           | Plaats       |
| --------------- | ------------ |
| 14 januari 2022 | Sankt Moritz |